# La Victoria (Lima)
La Victoria is een van de dichtst bevolkte districten van Lima.
La Victoria grenst aan Lima in het noordwesten, Lince in het westen, San Isidro in het zuidwesten, San Borja in het zuiden, San Luiz in het oosten en El Augustino in het noordoosten.

## Bestuurlijke indeling
Het district is een onderdeel van de provincie Lima in de gelijknamige regio van Peru en maakt deel uit van de metropool Lima Metropolitana.